# Estación de Universidad de las Islas Baleares
UIB (Universidad de las Islas Baleares) es una estación de la línea M1 del Metro de Palma de Mallorca. Está situada a 50 metros, aproximadamente, del edificio principal de la universidad. La estación fue inaugurada el 25 de abril de 2007 por Catalina Cirer, alcaldesa de Palma de Mallorca.

## Accesos
- Universidad UIB
- Campus UIB

## Distribución
En la estación de UIB hay dos niveles, distribuidos de la siguiente manera:
- Nivel 1:

- Distribuidor, taquillas, control de accesos, instalaciones de seguridad y zona de equipamientos y servicios.
- Maqueta del tren "El tren a Mallorca".

- Nivel 2:

- 2 vías de tren con 2 andenes.